# Головин, Николай Фёдорович
Граф Никола́й Фёдорович Голови́н (1695 — 15 (26) июля 1745, Гамбург) — русский военно-морской деятель, командующий Балтийским флотом в русско-шведскую войну (1741—1743), президент Адмиралтейств-коллегии, генерал-губернатор Санкт-Петербурга, адмирал (1733), сенатор, кавалер ордена Андрея Первозванного.

## Биография
Представитель рода Головиных, младший сын государственного канцлера Фёдора Алексеевича Головина, от которого унаследовал подмосковное Ховрино. После смерти отца (1706 год) находился под опекой Ф. М. Апраксина. В 1706 году поступил в Навигацкую школу. В 1708 году по приказу Петра I с целью обучения морскому делу отправлен служить в Голландию. Находясь на голландской службе, плавал в Балтийском море. С 1709 года — на английской службе, где участвовал в плаваниях в Португалию, в Средиземное море.
В 1712 году в Лондоне содействовал Ф. С. Салтыкову в покупке кораблей для русского флота и приглашении морских офицеров и матросов на русскую службу. В конце 1714 года был посажен в тюрьму за долги; освобождён после получения из России выкупа. В 1715 году вернулся в Россию, был произведён в поручики и направлен на службу во флот. В 1717 году произведён в поручики от флота. В 1718 году назначен асессором в комиссию военного суда под председательством И. А. Сенявина. В 1719 году крейсировал в Балтийском море под командованием капитан-командора И. И. Фангофта. 23-24 мая 1719 года участвовал в десанте на Аландские острова. В том же году послан в Копенгаген к князю Долгорукому для выяснения положения в английском флоте. В 1720 году произведён в капитан-лейтенанты.

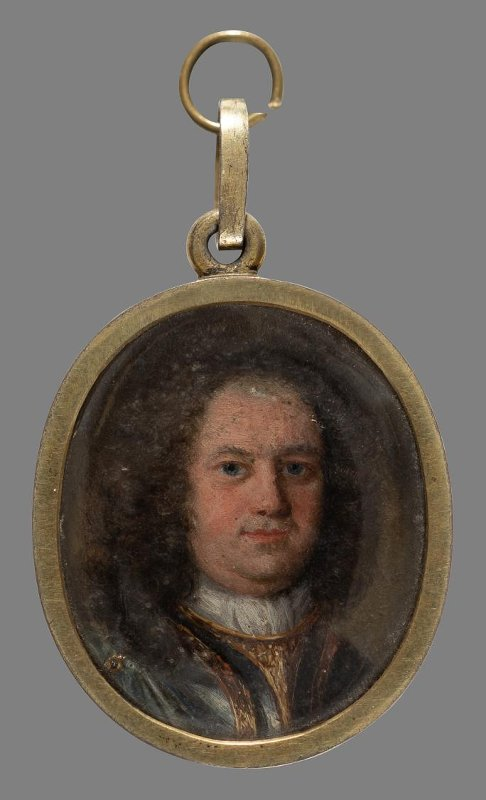
Предположительный миниатюрный портрет Н. Ф. Головина, ок. 1730 г.

После заключения Ништадтского мира произведён в капитаны 3-го ранга. В 1724 году назначен присутствовать в Адмиралтейств-контору. С 1725 по 1731 год — чрезвычайный посол в Швеции. В 1726 году произведён сперва в капитаны 2-го ранга, а затем в генерал-адъютанты от флота (соответствует чину капитана 1-го ранга). 24 апреля (5 мая) 1731 года именным указом императрицы Анны Иоанновны произведён в контр-адмиралы. В 1732 году произведён в вице-адмиралы, награждён орденом Св. Александра Невского, назначен генерал-инспектором от флота и Адмиралтейства, членом Адмиралтейств-коллегии и Комиссии для рассмотрения и привидения в надлежащий порядок корабельного и галерного флотов, Адмиралтейства и всего, до морского дела относящегося.
В 1733 году назначен президентом Адмиралтейств-коллегии. В 1738 году назначен начальником над галерным портом и флотом, с оставлением в должности президента коллегии. В 1740 году награждён орденом Св. Андрея Первозванного. В том же году после назначения А. И. Остермана первым президентом Адмиралтейств-коллегии Головин стал вторым президентом (фактически продолжал управлять коллегией). С 1741 года — сенатор, с оставлением в должности президента Адмиралтейств-коллегии. Состоял в особой комиссии «для описи пожитков и деревень и к разобранию долгов за арестованных персон» (Остермана, Миниха, Головкина).
В 1742 году во время русско-шведской войны 1741—43 годов занимал должность генерал-губернатора Санкт-Петербурга и главнокомандующего войсками, которые должны были защищать столицу от возможного нападения шведов. После отстранения за бездеятельность З. Д. Мишукова от командования Балтийским флотом в 1743 году назначен на его место. 8 мая 1743 года флот (34 галеры, 70 кончебасов) под командованием Головина вышел с десантом из Кронштадта. Позднее к нему присоединились ещё несколько галер с войсками на борту. В районе Суттонга корабли заметили на горизонте шведский гребной флот, усиленный парусными кораблями. Однако шведы снялись с якоря и ушли. 14 июня неприятельский флот вновь показался возле острова Дегерби к востоку от Аландских островов, но опять предпочёл не ввязываться в сражение и отошёл. Действия Головина на посту командующего вызвали критику в Санкт-Петербурге. 
В июне 1744 года отправлен в отставку, после чего отправился в Германию «к лечительным водам». Умер 15 (26) июня 1745 года в Гамбурге.

## Семья
От брака с Софьей Никитичной Пушкиной имел единственную дочь Наталию, которая была выдана замуж за генерал-фельдмаршала принца Гольштинского. Все своё состояние Головин завещал «жившей с ним незаконной жене Гозенфлихт» и двум их детям, однако императрица Елизавета Петровна повелела отдать состояние законной дочери Головина Наталье, но с запрещением закладывать и продавать что-либо из выделяемого. Побочные его дети поселились в Дании, и один из них Пётр-Густав Головин (1728—1809) служил генерал-майором в армии Кристиана VII.